# Siddhasana

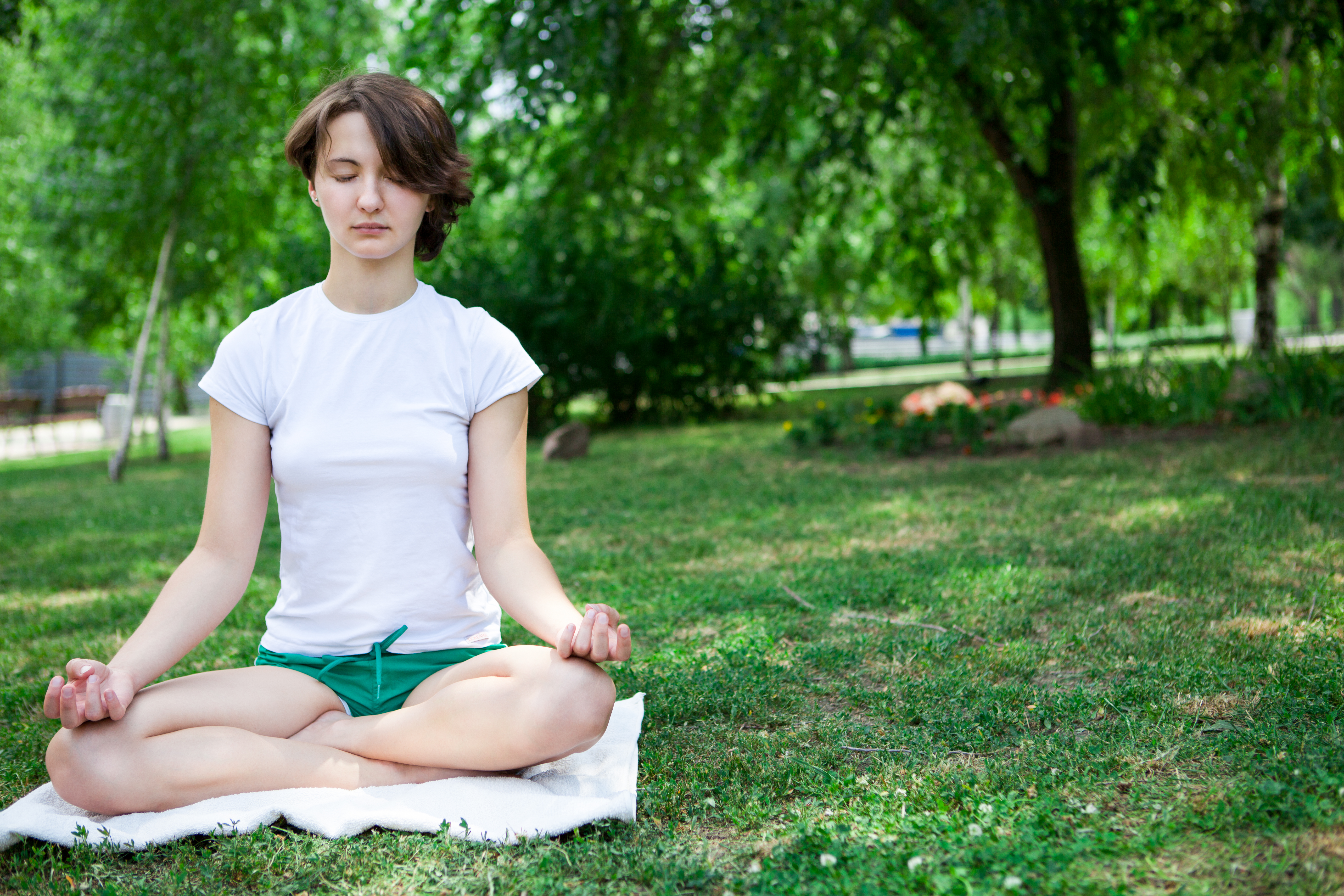
Một tư thế toàn thiện

Tư thế toàn thiện (tiếng Phạn: सिद्धासन; siddhāsana) là một tư thế ngồi thiền cổ xưa trong hatha yoga và yoga hiện đại như một bài tập thích hợp cho thiền định, đây là là một asana được sử dụng cho thiền định tĩnh tọa và các thực hành yoga khác. Siddhasana được đề cập trong văn bản Hatha Yoga Pradipika là một trong bốn tư thế ngồi tọa thiền thích hợp với thiền định. Đối với những người thực hành thiền định, tầm quan trọng của Siddhasana chỉ đứng thứ hai sau Padmāsana (Liên hoa tọa hay tư thế hoa sen). 
Trên thực tế, một số người cho rằng Siddhasana là hiệu nghiệm trong tất cả các asana để thiền định. Cái tên của tư thế này xuất phát từ tiếng Phạn là siddha (सिद्ध) có nghĩa là hoàn hảo và lão luyện và asana (आसन) nghĩa là "tư thế" hoặc "chỗ ngồi". Tên Muktasana bắt nguồn từ मुक्त mukta có nghĩa là "giải phóng" Các tên gọi khác như Muktasana (tiếng Phạn: मुक्तासन, Tư thế giải thoát) và Tư thế Miến Điện đôi khi được chỉ về cùng một tư thế thiền, đôi khi là một biến thể dễ dàng hơn, Ardha Siddhasana. Tư thế Svastikasana mỗi bàn chân nhét càng khít càng tốt vào nếp gấp của đầu gối đối diện.